# Дженна Гейз
Дже́нна Гейз (англ. Jenna Haze; нар. 22 лютого 1982 року в Фуллертоні, Каліфорнія, США) — американська порноакторка і режисерка.
Почала зніматися в порнофільмах в 2001 році, у віці 19 років.

## Біографія
Коли Дженна була малою, її батьки розлучилися, у неї є дві старші сестри і старший брат. Дженна має іспанське, німецьке та ірландське походження. До 15 років вона отримувала дуже хороші оцінки, але потім, за її словами, «відкрила для себе хлопчиків і секс». Школу довелося покинути й, перейшовши на домашнє навчання, знайти першу роботу. Змінивши кілька низькооплачуваних робіт (таких як менеджерка фастфуд-забігайлівки, змінниця олії, мерчендайзерка в магазині іграшок), в 18 років вона вирішує спробувати стриптиз. Але їй не подобалося виконувати приватні танці чоловікам і робити вигляд, що вони їй подобаються, за невелику плату.
У 2001, коли Гейз було 19 років, відпочиваючи в нічному клубі, бойфренд Гейз познайомив її з приятелем, у свою чергу знайомим з порноактором Пітером Нортоном, а також актором і режисером Крейвеном Мурхед. Гейз погодилася на пропозицію Мурхед і вже через два дні знімається у першій сцені. Дженна Гейз вибрала псевдонім на честь тодішнього бойфренда нп прізвище Hayes, та її улюбленої пісні Джимі Гендрікса «Purple Haze».

### Порноіндустрія
Перша сцена за участю Дженни Гейз була у фільмі «The Oral Adventures of Craven Moorehead 8» з її агентом Slim Shady (Dez) і його другом — Крейвеном Мурхед. Планувалися зйомки лише орального сексу, однак у процесі обидва чоловіки зайнялися з нею сексом. Вже наступного дня вона знімалася з Miles Long в Joey Silvera's Service Animals 4. Через кілька місяців Гейз усвідомила, що не потребує агента, і почала представляти свої інтереси сама. На зйомках «The Taste of a Woman» Гейз знайомиться з клавішником ню-метал групи «Dope» Саймоном Доупом і більше місяця зустрічається з ним, супроводжуючи гурт в турне.
У лютому 2002 року знялася у відео для Jill Kelly Productions (JKP), режисеркою якої виступила сама Джил Келлі. Келлі була вражена талантом нової зірки й запропонувала їй ексклюзивний контракт, який перевершив пропозиції інших компаній, у квітні 2002 контракт був підписаний. З її слів, вирішальну роль відіграв не стільки фінансовий фактор, як те, що вона працюватиме на компанію, очолювану жінкою, до того ж ще діючою порноакторкою. Незабаром після підписання контракту Гейз завела серйозний роман з оператором компанії й погодилася заради нього не зніматися в сценах з чоловіками та працювати тільки в жанрі лесбійського порно, після чого пішло близько 120 фільмів, таких як Jenna's Harem, Hunger Within і Jenna Haze — Stripped.
2003 року на церемонії AVN Awards Гейз була названа найкращою новою зіркою, а її сцена мастурбації в Big Bottom Sadie була удостоєна звання найкращої індивідуальної сцени.
А проте в квітні 2005 року Гейз залишає JKP і стає вільною агенткоб. Багато в чому це пов'язано з відходом з компанії Джилл Келлі, але її не влаштовувало й те, що вона не отримувала належні їй за контрактом відрахування від продажу фільмів з її участю і іменних секс-іграшок «Jenna Haze». Приблизно в цей же час Гейз розлучається з бойфрендом і повертається до сцен з чоловіками. «Тепер я хочу робити справжнє порно. Те, чим я займалася для JKP три роки — лайно». Першим її партнером після трирічної «перерви» і одночасно першим досвідом у міжрасовому порно став Містер Маркус у фільмі Jenna Haze Darkside. Режисером і продюсером фільму виступив її новий бойфренд — Джулс Джордан.
Через рік Дженна Гейз починає вести колонку сексуальних порад у порножурналі Fox, а також повертається до стриптизу, де отримує безліч нагород. У 2011 році Гейз була названа CNBC однією з 12 найпопулярніших зірок в порно.
У квітні 2007 року Jenna Haze Oil Orgy стала першим порнофільмом, який вийшов у форматі Blu-ray.

## Jennaration X Studios
У 2009 році Дженна Гейз запустила власну продюсерську компанію «Jennaration X Studios» на чолі з Гейз і розповсюджується через Jules Jordan Video. Гейз є керівником і виконує ролі в своїх фільмах. Дебютний фільм студії, Cum-Spoiled Sluts, був анонсований 23 березня 2009 року.

## Нагороди
| Перемога                                                    | Нагороди |
| ----------------------------------------------------------- | --- |
| Нагороди, отримані Дженною Гейз                             | - 2003 AVN Award — Найкраща нова зірка - 2003 AVN Award за найкращу соло-сцену — Big Bottom Sadie - 2006 FAME Award — улюблені сідниці - 2007 AVN Award за найкращу сцену орального сексу — Jenna Haze Darkside - 2007 AVN Award за найкращу сцену групового сексу — Fashionistas Safado: The Challenge - 2007 CAVR Award за найкращу роль — Jenna Haze Darkside - 2007 XRCO Award за найкращу появу на екрані — Fashionistas Safado: The Challenge - 2007 FAME Award найкраща старлетка в оральному сексі - 2008 AVN Award за найкращий секс удвох — Evil Anal 2 - 2008 XRCO Award за реальне проявлення оргазму - 2008 FAME Award як найкраща старлетка в груповому сексі - 2008 Adult Nightclub and Exotic Dancer Awards як виконавиця року в фільмах для дорослих - 2009 AVN Award як найкраща виконавиця року - 2009 AVN Award найкраща дражнюча виконавиця — Pretty As They Cum - 2009 XBIZ Award виконавиця року - 2009 XRCO Award найкраща виконавиця року - 2009 FAME Award найгрубіша дівчинка в порно - 2009 FAME Award найкраща старлетка в оральному сексі - 2009 Nightmoves Award найкращий танець - 2009 Hot d'Or Award найкраща американська виконавиця - 2010 XRCO Award за анальний оргазм - 2010 XFANZ Award зірка року - 2010 FAME Award найбрудніша дівчинка в порно - 2010 FAME Award найкраща старлетка в анальному сексі - 2011 AVN Award найкраща лесбійська сцена вдвох — Meow! - 2011 AVN Fan Award улюблена виконавиця |
| Jennaration X Studios                                       | - 2011 AVN Award найкращий реліз — Just Jenna - 2011 AVN Award найкращий лесбійський реліз — Meow! - 2011 AVN Award найкращий реліз з молодими виконавицями — Cum Spoiled Brats |
| Нагороди, отримані за фільм Jenna Haze Darkside             | - 2006 Empire Awards Viewer's вибір року - 2006 Empire Award найкраще гонзо DVD - 2006 Night Moves Adult Entertainment Awards вибір фанатів найкращого фільму - 2007 AVN Award найкращий реліз віньєтки - 2007 XRCO Award найкращий гонзо реліз - 2007 FAME Award улюблений гонзо фільм - 2007 Adam Film World Guide Award найкращий гонзо фільм |
| Нагороди, отримані за фільм Interactive Sex With Jenna Haze | - 2008 AVN Award найкращий міжрасовий DVD - 2008 Empire Award найкращий міжрасовий DVD - 2008 Empire Award хіт продажу на DVD - 2008 Adam Film World Guide Award найкращий інтерактивний секс-фільм |